# 2 Chainz
Tauheed K. Epps (sinh ngày 12 tháng 9 năm 1977), được biết đến với nghệ danh 2 Chainz, là một rapper, nhạc sĩ, nhân vật truyền thông và cầu thủ bóng rổ người Mỹ. Sinh ra và lớn lên ở College Park, Georgia, anh ban đầu đã được công nhận là một nửa của bộ đôi hip hop miền Nam Playaz Circle, cùng với người bạn lâu năm và đồng nghiệp là rapper Earl "Dolla Boy" Conyers. Bộ đôi đã ký hợp đồng với công ty đồng hương Disturbing tha Peace của rapper gốc Georgia Ludacris, và được biết đến với đĩa đơn đầu tay "Duffle Bag Boy" (kết hợp với Lil Wayne).
Vào tháng 2 năm 2012, Epps đã ký một hợp đồng thu âm solo với Def Jam Recordings, một hãng thu âm trục thuộc Universal Music Group. Tháng 8 năm sau, anh phát hành album phòng thu đầu tay Based on a T.R.U. Story vào ngày 14 tháng 8 năm 2012, đã thành công về mặt thương mại mặc dù có nhiều ý kiến trái chiều. Album được phát hành ra ba đĩa đơn thành công: "No Lie" (có Drake), "Birthday Song" (có Kanye West) và "I'm Different", tất cả đều lọt vào top 50 của Billboard Hot 100 và đã được chứng nhận Vàng trở lên bởi RIAA, cùng với việc album được chứng nhận Vàng. Album phòng thu thứ hai của anh, BOATS II: Me Time được phát hành vào ngày 11 tháng 9 năm 2013; được hỗ trợ bởi các đĩa đơn chính "Feds Watching" (có Pharrell Williams) và "Used 2". Epps bắt đầu hợp tác với mạng truyền hình Viceland trong một chương trình có tên Most Expensivest, ra mắt vào ngày 15 tháng 11 năm 2017 và đã phát sóng ba mùa.

## Đầu đời
2 Chainz sinh ra tại Tauheed Epps tại College Park, Georgia. Anh học tại trường trung học North Clayton, nơi anh chơi bóng rổ và tốt nghiệp hạng nhì trong lớp. Khi còn học trung học, anh từng buôn bán cần sa và bị bắt vì tội tàng trữ cocaine khi mới 15 tuổi.

## Sự nghiệp bóng rổ đại học
Sau đó, anh theo học tại Đại học Bang Alabama theo học bổng, và chơi trong đội bóng rổ của trường từ năm 1995 đến năm 1997.
Khi được Rolling Stone hỏi về những tin đồn lâu nay rằng anh ấy tốt nghiệp bang Alabama với điểm trung bình 4.0, đã được báo cáo rộng rãi trên nhiều nguồn bao gồm cả Wikipedia, 2 Chainz nói: "Đừng tin bất cứ điều gì trên Wack-ipedia. Có rất nhiều những thứ sai ở đó, đến mức mỗi khi tôi cố gắng sửa một thứ, một thứ khác lại xuất hiện." Trên thực tế, anh chuyển đến Đại học Bang Virginia do hoàn cảnh mà anh ngại nói. "Tôi gặp một số rắc rối, đi một nơi khác, và quay trở lại. Nhưng tôi đã tốt nghiệp, và đó là điều đó.", anh nói.

### Thống kê
| Mùa giải | FGM | FGA | FG%  | FTM | FTA | FT%  | PPG | RPG |
| -------- | --- | --- | ---- | --- | --- | ---- | --- | --- |
| 1995–96  | 9   | 25  | .360 | 7   | 13  | .538 | 2.4 | 0.2 |
| 1996–97  | 27  | 61  | .443 | 12  | 31  | .387 | 3.0 | 2.2 |

## Sự nghiệp âm nhạc

### 1997–2010: Playaz Circle và Disturbing tha Peace
Epps thành lập bộ đôi hip hop Playaz Circle (từ "Playaz" là từ backronym của "Preparing Legal Assets for Years from A to Z") tại College Park, Georgia vào năm 1997, với người bạn trung học Earl Conyers (được biết đến trong vai Dolla Boy), trong khi Epps lấy "Tity Boi" làm biệt danh cho mình. Sau khi phát hành một album độc lập mang tên United We Stand, United We Fall (2002), bộ đôi đã được giới thiệu với rapper Ludacris, người đồng hương Atlanta, khi anh ấy chuyển đến khu chung cư College Park của họ, trong khi anh ấy đang hoạt động như một DJ. Sau khi quan tâm đến Playaz Circle, Ludacris bắt đầu thu âm một số bài hát với nhóm, phát một số bài hát trong số đó trên đài phát thanh của anh ấy.
Ludacris nhanh chóng trở thành một trong những rapper có doanh thu cao nhất ở miền Nam Hoa Kỳ. Sau khi nghe về tình hình của họ, Ludacris đã yêu cầu Epps rằng bộ đôi này tham gia hãng thu âm mới thành lập của anh ấy là Disturbing Tha Peace, một công ty con của Def Jam Recordings. Epps đã đồng ý ký, mặc dù Conyers không chính thức gia nhập hãng cho đến khi mẹ anh hồi phục sức khỏe, một năm sau lần ký hợp đồng đầu tiên.
Album đầu tay Supply & Demand, được phát hành vào ngày 30 tháng 10 năm 2007. Đĩa đơn chính và đĩa đơn đầu tay của họ, "Duffle Bag Boy", đã trở thành một bản hit thành thị. Bài hát có sự góp mặt của Lil Wayne, và được trình diễn bởi bộ đôi này tại BET Hip Hop Awards. Bộ đôi đã phát hành album phòng thu thứ hai Flight 360: The Takeoff vào ngày 29 tháng 9 năm 2009. Vào tháng 1 năm 2010, Playaz Circle đã quay một video âm nhạc cho đĩa đơn "Big Dawg" của họ với sự tham gia của Lil Wayne và Birdman tại Studio Space Atlanta. Ngay sau đó, Epps rời khỏi Disturbing tha Peace, một động thái mà anh cho rằng đã được thực hiện để thúc đẩy sự nghiệp của mình. Mặc dù ban đầu Ludacris miễn cưỡng cho phép Epps rời khỏi hãng (vì anh ấy cảm thấy Epps vẫn có thể chứng minh tài chính thành công), nhưng cuối cùng anh ấy đã chấp nhận quyết định một cách hoàn toàn.

### 2011–12: Name change vàBased on a T.R.U. Story
Epp đã phải đối mặt với những lời chỉ trích về phân biệt giới tính cho bút danh ban đầu của mình là "Tity Boi", mặc dù anh đã nhiều lần phủ nhận những cáo buộc như vậy. Đầu năm 2011, Epps quyết định đổi nghệ danh của mình thành 2 Chainz, vì anh cho rằng nghệ danh này "thân thiện với gia đình" hơn. Sau khi đổi tên, Epps đã phát hành mixtape mang tên TRU REALigion, đây trở thành mixtape đầu tiên của anh xuất hiện trên các bảng xếp hạng âm nhạc, đạt vị trí thứ 58 trên bảng xếp hạng US Billboard Top R&B/Hip-Hop Albums. Kể từ sau thành công của mixtape, Epps đã xuất hiện rất nhiều trong vai trò khách mời trong các bản nhạc của các nghệ sĩ thu âm nổi tiếng như Kanye West ("Mercy") và Nicki Minaj ("Beez in the Trap").
Vào ngày 24 tháng 3 năm 2012, Epps đã công bố album phòng thu đầu tay của mình, với tựa đề được đổi thành Based on a T.R.U. Story từ tựa gốc là T.R.U. to My REALigion, được ấn định vào ngày phát hành là 14 tháng 8 năm 2012. Đĩa đơn chính của album, "No Lie", có sự góp mặt của rapper người Canada Drake, và được phát hành vào ngày 8 tháng 5 năm 2012. Vào ngày 11 tháng 5, người ta đồn đoán rằng Epps đã ký hợp đồng với hãng thu âm GOOD Music của Kanye West, sau khi West đã tweet: "2 Chainz is charging 100k for a verse now cause he's G.O.O.D!!!!!" Tuy nhiên, Epps sau đó đã lên tiếng phủ nhận những tin đồn đó, nói rằng: "Anh ấy chỉ nói tôi khỏe, giống như tôi bị ốm vậy. Nhưng chúng tôi đang nói chuyện và tôi nghĩ rằng đôi khi tôi đã gây nguy hiểm cho hãng của mình bằng cách làm đặc biệt của cậu bé quê nhà. Vì vậy, tôi nghĩ anh ấy cảm thấy như chúng ta nên đặt điều đó ra khỏi đó rằng chúng ta sẽ không làm điều đó nữa." Vào ngày 30 tháng 5 năm 2012, Ciara tiết lộ 2 Chainz đã được giới thiệu trong "Sweat", đĩa đơn đầu tiên dự định từ album phòng thu thứ năm của cô, One Woman Army.
Based on a T.R.U. Story ra mắt ở vị trí số một trên US Billboard 200, bán được 147.000 bản trong tuần đầu tiên. Album đã nhận được nhiều đánh giá trái chiều, giành được số điểm 55 trên metacritic. Tính đến ngày 23 tháng 9 năm 2012, album đã bán được 288.000 bản tại Hoa Kỳ. Vào tháng 9, Epps đã biểu diễn tại lễ trao giải MTV Video Music Awards 2012, cùng với người bạn lâu năm Lil Wayne. Sau khi phát hành tác phẩm đầu tay, Based on a T.R.U. Story, Epps đã có những bước tiến đáng kể. Anh đã tạo điều kiện cho chuyến lưu diễn solo đầu tiên của mình trên toàn thế giới, bán hết vé trong hầu hết các ngày diễn ra; anh ấy đã được đề cử cho hơn 13 giải BET Hip Hop, mang về 4 chiếc cúp; anh đã giành được giải thưởng "Người đàn ông của năm" của Tạp chí The Source; anh đã xúc tiến một nỗ lực hợp tác với ADIDAS, and later Beats By Dre; và sau đó là Beats By Dre;  và anh ấy đã được đề cử cho ba giải Grammy, bao gồm Album Rap xuất sắc nhất.

### 2012–15:B.O.A.T.S. II: Me TimevàColleGrove
Vào cuối năm 2012, Epps tuyên bố sau khi hoàn thành chuyến lưu diễn concert B.O.A.T.S. và anh sẽ quay lại phòng thu. Vào tháng 11 năm 2012, anh tiết lộ rằng anh ấy đã đưa ba bài hát vào trong album phòng thu thứ hai của mình. Ngày phát hành dự kiến của album là tháng 4 năm 2013. Rapper đã xuất hiện với tư cách khách mời trong chương trình Law & Order: Special Victims Unit của NBC trong một tập phát sóng ngày 8 tháng 5 năm 2013. Anh cũng xuất hiện trong mùa thứ hai (tập 16, có tiêu đề "...And Just Plane Magic") của bộ phim sitcom 2 Broke Girls của đài CBS, nơi anh ấy đi trên cùng một chiếc máy bay riêng với hai nhân vật chính. Vào ngày 23 tháng 5 năm 2013, anh thông báo rằng album phòng thu thứ hai của anh, B.O.A.T.S. II: Me Time sẽ được phát hành vào ngày 10 tháng 9 năm 2013. Vào ngày 2 tháng 6 năm 2013, Epps đã ra mắt đĩa đơn đầu tiên trong album, có tựa đề "Feds Watching", tại Summer Jam của Hot 97. Bài hát có sự góp mặt của Pharrell Williams, và nó đã được thu âm trong đêm trao giải Grammy 2013. Vào ngày 15 tháng 6, Epps thông báo tên album thứ hai của anh ấy sẽ là BOATS II: Me Time. Album được phát hành, thông qua Def Jam Recordings, vào ngày 10 tháng 9 năm 2013.
BOATS II: Me Time có sự xuất hiện của các khách mời nhưPharrell Williams, Fergie, Drake, Lil Wayne, Pusha T, Mase, Chrisette Michele, Iamsu!, T-Pain, Dolla Boy, Rich Homie Quan, và Lloyd. Việc sản xuất album được thực hiện bởi Diplo, Mike WiLL Made It, Drumma Boy, J.U.S.T.I.C.E. League, Mannie Fresh, Wonder Arillo, Da Honorable C-Note và DJ Toomp cùng những người khác. Album cũng được hỗ trợ bởi đĩa đơn "used 2", cùng với đĩa quảng bá " Where U Been?" Và "Netflix." Khi phát hành album, nó đã nhận được những đánh giá tích cực từ các nhà phê bình âm nhạc. Album cũng đánh giá cao về mặt thương mại, ra mắt ở vị trí thứ ba trên US Billboard 200, và vị trí thứ hai trên bảng xếp hạng Top R & B / Hip-Hop Albums và bán được 63.000 bản trong tuần đầu tiên.
Vào ngày 23 tháng 10 năm 2013, Epps tiết lộ rằng anh đã bắt đầu thực hiện album phòng thu thứ ba của mình ngay sau khi phát hành BOATS II. Anh cũng nói rằng anh đã có đĩa đơn đầu tiên trong album thứ ba của mình đã sẵn sàng để phát hành và anh ấy vẫn muốn có Jay-Z góp mặt trong album này..  Vào tháng 11 năm 2015, 2 Chainz tiết lộ rằng anh đang phát hành một album chung với Lil Wayne, có tựa đề ColleGrove. Vào ngày 5 tháng 5 năm 2014, Epps đã phát hành một EP hoàn toàn mới có tựa đề FreeBase để tải xuống kỹ thuật số miễn phí. EP bao gồm 7 bài hát và có sự tham gia của Lil Boosie, A$AP Rocky, Rick Ross và hơn thế nữa. EP đã thu được hơn 200.000 lượt tải xuống. Vào tháng 1 năm 2014, Epps đã phát hành một đĩa đơn quảng cáo có tựa đề "I'm A Dog."

### 2016–2020:Pretty Girls Like Trap Music,Rap Or Go To The LeagueSo Help Me Godvà những dự án sắp tới
Vào ngày 27 tháng 1 năm 2016 Epps đã phát hành một EP có tựa đề "Felt Like Cappin". EP được phát hành thông qua các trang web phát trực tuyến và iTunes, EP được quảng bá bởi đĩa đơn "Back On That Bullshit" có sự góp mặt của Lil Wayne.
Epps bắt đầu năm 2016 với việc phát hành một album hợp tác gồm 12 đĩa hát với rapper Lil Wayne vào tháng 3, mang tên ColleGrove. Album dự định là album đầu tay giữa 2 Chainz và Lil Wayne, tuy nhiên, vụ kiện liên tục của Wayne với Cash Money Records đã khiến Wayne không thể trở thành nghệ sĩ chính trong album. Epps xuất hiện với tư cách là nghệ sĩ chính trong album với tám bài hát có sự góp mặt của Lil Wayne. Album có các nhà sản xuất nổi tiếng như: Honorable C.N.O.T.E., Mike Will Made It, Zaytoven, TM88, Metro Boomin, London on da Track, v.v. ColleGrove nhận được đánh giá tốt từ các nhà phê bình và người hâm mộ.
Epps tiếp tục năm 2016 với việc phát hành mixtape Daniel Son; Necklace Don, một mixtape gồm 9 ca khúc mà Epps đã phát hành độc lập. Daniel Son; Necklace Don có sự tham gia của Drake và YFN Lucci nhưng Epps đã chọn chuyển bài hát, "Big Amount ft. Drake" cho album phòng thu năm 2017, Pretty Girls Like Trap Music do sức hút hàng loạt của nó trong mixtape và màn trình diễn của dàn sao. Daniel Son; Necklace Don đã nhận được đánh giá 3 trên 5 sao từ tạp chí XXL.
Năm 2016 được kết thúc bằng mixtape thứ ba của Epps có tựa đề Hibachi for Lunch, phát hành ngày 28 tháng 10. Bản mixtape bảy ca khúc ban đầu có sự tham gia của Quavo, Gucci Mane, Ty Dolla Sign và Future, tuy nhiên, bài hát, "Good Drank ft. Quavo và Gucci Mane "đã được chuyển cho Pretty Girls Like Trap Music. Quá trình sản xuất album do Mike Will Made It, K Swisha, Buddah Bless đảm nhận.
Vào năm 2017, Epps đã phát hành album phòng thu thứ tư của mình mang tên Pretty Girls Like Trap Music vào ngày 16 tháng 6 bởi Def Jam Recordings. Album có sự góp mặt của Travis Scott, Nicki Minaj, Swae Lee, Migos, Jhene Aiko, Pharrell Williams, v.v. Việc sản xuất album được thực hiện bởi Mike Will Made It, Buddah Bless, Mike Dean, Murda Beatz, vv. Album bao gồm bởi ba đĩa đơn chính thức: "Good Drank", "It's a Vibe" và "4 AM". Album cũng được hỗ trợ bởi một chuyến lưu diễn toàn quốc, cũng như một số cửa hàng pop-up ở Mỹ. 2 Chainz ám chỉ album thể hiện "sự tăng trưởng và trưởng thành." Anh nói rằng nội dung sẽ duy trì sự hấp dẫn của nó trong khi cũng nâng tầm nhạc trap lên một điểm mà mọi người có thể đánh giá cao nó. Pretty Girls Like Trap Music đã nhận được sự tán thưởng rộng rãi của giới phê bình, với hầu hết các nhà phê bình đều cho rằng album này là album hay nhất của anh.
Vào ngày 15 tháng 11 năm 2017, tập đầu tiên của Most Expensivest được phát sóng trên mạng truyền hình Viceland. Chương trình tập trung vào việc 2 Chainz đến thăm các địa điểm khác nhau và cung cấp hàng hóa và dịch vụ "đắt nhất". Mỗi chương trình bao gồm một chủ đề cụ thể, với các chương trình khác nhau, từ sức khỏe cá nhân đến những thú vui xa hoa. Chương trình cung cấp một cái nhìn sâu sắc độc đáo về các sản phẩm và dịch vụ đã được tạo ra với mục đích rõ ràng là độc quyền và đắt tiền. 2 Chainz cung cấp một cái nhìn sâu sắc độc đáo và thường hài hước về các sản phẩm, đặc biệt là những sản phẩm mà cá nhân anh thấy là tuyệt vời hoặc nực cười. Chương trình đã được gia hạn thành mùa thứ ba dài 20 tập, được phát sóng vào đầu năm 2019.
Vào ngày 19 tháng 2 năm 2018, Epps đã công bố album mới Rap Or Go To The League sẽ được phát hành vào năm 2018. Tuy nhiên, album đã được phát hành vào ngày 1 tháng 3 năm 2019. Vào ngày 26 tháng 3 năm 2020, 2 Chainz xác nhận rằng ColleGrove 2, phần tiếp theo của ColleGrove năm 2016, sẽ được phát hành vào cuối năm 2020.
Vào tháng 8 năm 2020, sau trận chiến giữa Verzuz với Rick Ross, 2 Chainz thông báo rằng album thứ sáu sắp tới của anh sẽ có tựa đề So Help Me God. Ban đầu, album được lên kế hoạch phát hành vào ngày 25 tháng 9 năm 2020, tuy nhiên trong tuần phát hành dự kiến, nó đã bị trì hoãn. 2 Chainz nói "Chắc là vài tuần nữa". Sau đó, album được công bố phát hành vào ngày 13 tháng 11 năm 2020, và trước đó là việc phát hành đĩa đơn, "Quarantine Thick", có sự góp mặt của Mulatto.

## Đời tư

### Gia đình
Epps có hai con gái là Heaven sinh ngày 26 tháng 7 năm 2008 và Harmony sinh ngày 20 tháng 10 năm 2012. Vào ngày 14 tháng 10 năm 2015, 2 Chainz chào đón đứa con thứ ba của mình, một bé trai tên là Halo. Vào ngày 18 tháng 8 năm 2018, Epps kết hôn với người bạn gái lâu năm và là mẹ của ba đứa con: Kesha Ward.

## Vấn đề pháp lý
Năm 15 tuổi, Epps bị kết tội tàng trữ cocaine. Vào ngày 14 tháng 2 năm 2013, Epps bị bắt tại Maryland khi trên đường đến một buổi hòa nhạc tại UMES vì tội tàng trữ cần sa.
Vào ngày 11 tháng 6 năm 2013, Epps bị bắt khi đang trên chuyến bay khởi hành tại sân bay LAX vì tàng trữ một chất bị kiểm soát sau khi các nhân viên TSA phát hiện thấy túi kiểm tra của anh ta có cần sa và promethazine. Anh đã bị buộc tội tàng trữ chất ma túy. Cuối ngày hôm đó, anh nộp phạt 10.000 đô la và được thả. Anh ra tòa trở lại vào ngày 21 tháng 6 năm 2013. Hai ngày trước, anh được cho là đã bị cướp bằng súng bên ngoài một trạm y tế cần sa ở San Francisco.
Ngay trước nửa đêm ngày 21 tháng 8 năm 2013, xe buýt du lịch của Epps đã bị lật ở thành phố Oklahoma, Oklahoma, vì đèn hậu phía hành khách bị bật ra ngoài. Nhân viên bắt giữ báo cáo rằng anh ngửi thấy mùi cần sa và nhìn thấy khói qua cửa mở của xe buýt sau khi anhdừng lại và tấp vào xe buýt. Người lái xe buýt đóng cửa và nói với các sĩ quan rằng anh ta không được phép cho phép họ lên xe buýt. Viên chức cho biết mùi cần sa khiến anh ta có thể phải tiến hành lục soát, nhưng người lái xe từ chối mở cửa. Sau nhiều nỗ lực đi vào, chiếc xe buýt đã được mử cửa và những người trên xe được đưa đến trung tâm huấn luyện cảnh sát ở thành phố Oklahoma. Cảnh sát nhận được lệnh khám xét và 10 người đàn ông, bao gồm cả Epps, sau khi đưa xuống xe. Cảnh sát phát hiện hai khẩu súng lục bán tự động và một khẩu súng ngắn bơm 12 viên, cùng với một số loại thuốc giảm đau theo toa và một lượng cần sa, trên xe buýt du lịch theo các giấy tờ đệ trình lên Tòa án quận Oklahoma.

## Công việc kinh doanh
Vào tháng 10 năm 2016, anh ấy đã mở một dòng áo khoác có tên CEO là CEO Millionaires hoặc Create Every Opportunity Millionaires. Anh cũng có dòng áo len của riêng mình được gọi là "Dabbing Sweaters."
Vào ngày 10 tháng 5 năm 2019, Atlanta Hawks thông báo rằng 2 Chainz đã mua lại cổ phần sở hữu thiểu số của College Park Skyhawks.

## Danh sách đĩa nhạc
- Based on a T.R.U. Story (2012)
- B.O.A.T.S. II: Me Time (2013)
- ColleGrove (2016)
- Pretty Girls Like Trap Music (2017)
- Rap or Go to the League  (2019)
- So Help Me God! (2020)[49]

## The Real University
Vào ngày 6 tháng 1 năm 2015, 2 Chainz thông báo rằng anh đang thành lập hãng thu âm độc lập của riêng mình, mang tên "The Real University" (còn được gọi là "TRU"; hoặc "The Real U").  Thông báo cũng tiết lộ rằng các cộng tác viên thường xuyên bao gồm Cap.1 & Skooly đã ký hợp đồng với hãng. Ngoài ra, họ đã ký hợp đồng với cựu nghệ sĩ của Young Money Short Dawg, với nghệ danh Fresh. Cùng với thông báo về việc thành lập hãng, họ cũng tiết lộ rằng họ sẽ phát hành mixtape đầu tay TRU Jack City vào ngày 27 tháng 1 năm 2015. Vào ngày 4 tháng 10 năm 2019, 2 Chainz thông báo rằng TRU đã ký thỏa thuận hợp tác với Atlantic Records.

### Nghệ sĩ
- 2 Chainz
- Cap.1
- Skooly
- Fresh (trước đây được biết đến với nghệ danh Short Dawg)
- C White

### Danh sách đĩa nhạc
| Nghệ sĩ | Tiêu đề      | Thông tin album                                                                             |
| ------- | ------------ | ------------------------------------------------------------------------------------------- |
| Cap.1   | Bird Bath EP | - Phát hành: 13 tháng 1, 2015 - Nhãn đĩa: The Real University - Định dạng: Digital download |

## Giải thưởng và đề cử

### Giải BET
| Năm  | Đề cử / Tác phẩm                                             | Giải thưởng               | Kết quả   |
| ---- | ------------------------------------------------------------ | ------------------------- | --------- |
| 2013 | 2 Chainz                                                     | Best Male Hip-Hop Artist  | Đề cử     |
| 2013 | "Mercy" (với Kanye West, Big Sean và Pusha T)                | Video of the Year         | Đề cử     |
| 2013 | "Mercy" (với Kanye West, Big Sean và Pusha T)                | Best Collaboration        | Đề cử     |
| 2013 | "No Lie" (với Drake)                                         | Best Collaboration        | Đề cử     |
| 2013 | "No Lie" (với Drake)                                         | Video of the Year         | Đề cử     |
| 2013 | "Fuckin' Problems" (với A$AP Rocky, Drake và Kendrick Lamar) | Video of the Year         | Đề cử     |
| 2013 | "Fuckin' Problems" (với A$AP Rocky, Drake và Kendrick Lamar) | Best Collaboration        | Đoạt giải |
| 2013 | "Fuckin' Problems" (với A$AP Rocky, Drake và Kendrick Lamar) | Coca-Cola Viewer's Choice | Đề cử     |
| 2016 | 2 Chainz & Lil Wayne                                         | Best Duo/Group            | Đề cử     |
| 2017 | 2 Chainz & Lil Wayne                                         | Best Duo/Group            | Đề cử     |
| 2017 | "No Problem" (với Chance the Rapper và Lil Wayne)            | Best Collaboration        | Đoạt giải |

### Giải BET Hip Hop
| Năm  | Đề cử / Tác phẩm                                             | Giải thưởng                                              | Kết quả   |
| ---- | ------------------------------------------------------------ | -------------------------------------------------------- | --------- |
| 2012 | "Mercy" (vứi Kanye West, Big Sean và Pusha T)                | Reese's Perfect Combo Award (Best Collabo, Duo or Group) | Đoạt giải |
| 2012 | "Mercy" (vứi Kanye West, Big Sean và Pusha T)                | Sweet 16: Best Featured Verse                            | Đoạt giải |
| 2012 | "Mercy" (vứi Kanye West, Big Sean và Pusha T)                | Best Club Banger                                         | Đề cử     |
| 2012 | "Mercy" (vứi Kanye West, Big Sean và Pusha T)                | Best Hip Hop Video                                       | Đề cử     |
| 2012 | "No Lie" (với Drake)                                         | Best Hip Hop Video                                       | Đề cử     |
| 2012 | "No Lie" (với Drake)                                         | People's Champ Award                                     | Đoạt giải |
| 2012 | Himself                                                      | Rookie of the Year                                       | Đoạt giải |
| 2012 | Himself                                                      | Made You Look Award                                      | Đề cử     |
| 2012 | Himself                                                      | Hustler of the Year                                      | Đề cử     |
| 2012 | Himself                                                      | MVP of the Year                                          | Đề cử     |
| 2013 | Himself                                                      | MVP of the Year                                          | Đề cử     |
| 2013 | Himself                                                      | Best Live Performer                                      | Đề cử     |
| 2013 | Himself                                                      | Made You Look Award                                      | Đề cử     |
| 2013 | "Fuckin' Problems" (với A$AP Rocky, Drake và Kendrick Lamar) | Best Hip Hop Video                                       | Đề cử     |
| 2013 | "Fuckin' Problems" (với A$AP Rocky, Drake và Kendrick Lamar) | Reese's Perfect Combo Award (Best Collabo, Duo or Group) | Đoạt giải |
| 2013 | "Fuckin' Problems" (với A$AP Rocky, Drake và Kendrick Lamar) | Best Club Banger                                         | Đề cử     |
| 2013 | "Fuckin' Problems" (với A$AP Rocky, Drake và Kendrick Lamar) | People's Champ Award                                     | Đề cử     |
| 2016 | "Watch Out"                                                  | Best Hip Hop Video                                       | Đề cử     |
| 2016 | "No Problem"                                                 | Sweet 16: Best Featured Verse                            | Đề cử     |

### Giải Grammy
| Năm  | Đề cử / Tác phẩm                                             | Giải thưởng          | Kết quả   |
| ---- | ------------------------------------------------------------ | -------------------- | --------- |
| 2013 | Based on a T.R.U. Story                                      | Best Rap Album       | Đề cử     |
| 2013 | "Mercy" (với Kanye West, Big Sean và Pusha T)                | Best Rap Performance | Đề cử     |
| 2013 | "Mercy" (với Kanye West, Big Sean và Pusha T)                | Best Rap Song        | Đề cử     |
| 2014 | "Fuckin' Problems" (với ASAP Rocky, Drake và Kendrick Lamar) | Best Rap Song        | Đề cử     |
| 2017 | "No Problem" (with Chance the Rapper and Lil Wayne)          | Best Rap Song        | Đề cử     |
| 2017 | "No Problem" (with Chance the Rapper and Lil Wayne)          | Best Rap Performance | Đoạt giải |

### Giải Soul Train
- 2012: Best Hip Hop Song of the Year: "Mercy" (với Kanye West, Big Sean, and Pusha T) (Đoạt giải)[76]
- 2012: Best Hip Hop Song of the Year: "No Lie" (with Drake) (Đề cử)[77]